# 電源濾波器

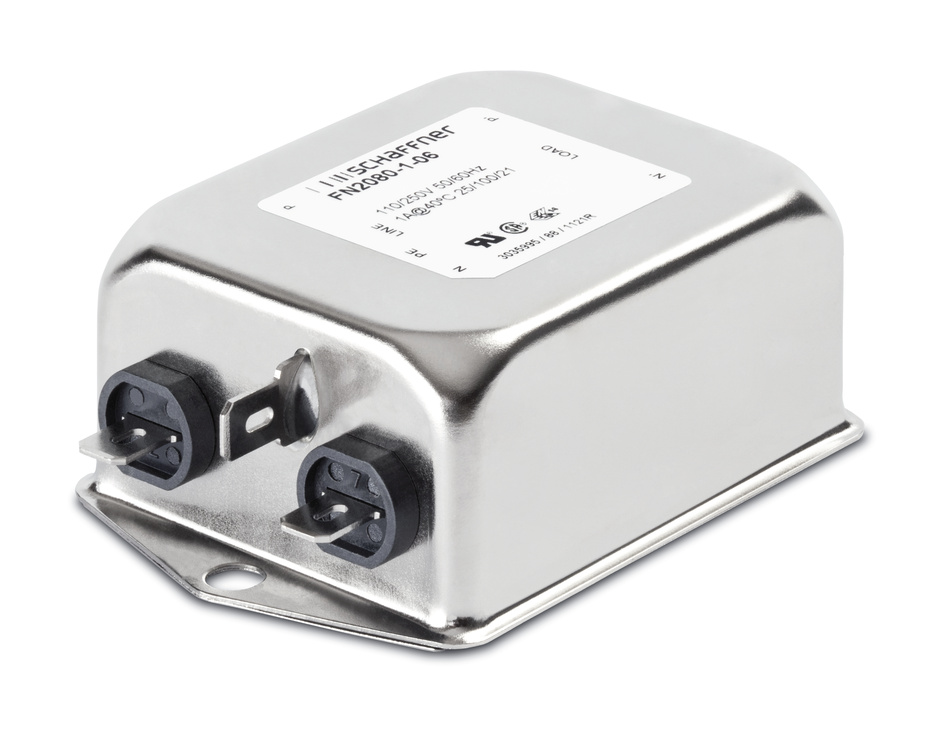
電源濾波器

R = 1.0 MΩ
C_{X} = 100 nF（X電容）
C_{Y} = 2.2 nF（Y電容）
L = 2×1.0 mH

電源濾波器（英語：line filter）或雜訊濾波器（英語：noise filter）是指一種安裝在電子設備和其電源之間的電子濾波器，其目的是在降低設備和電源之間電源線上傳導的電磁干擾，而電磁干擾的信號一般都是高頻的雜訊，因此使用的電源濾波器一般會一種低通濾波器就能解決此問題，物理上，多半是由電容器及電感器所組成。
電源濾波器可以整合在連接器內，例如交流電源濾波器可以整合在模組化的IEC電源接頭，或是电源输入模块中，而電話線上的電源濾波器可以整合在RJ11接頭中。
電源濾波器可以貼裝在印刷電路板上，也可以是一個安裝在設備內的獨立元件，也有些電源濾波器會安裝在房間或配電盤的電源側。

## 特性
電源濾波器的目的是在抑制電磁雜訊，雜訊的影響可分為以下二種：
- 發射（Emissions）：是要將由設備產生，影響電源或其他設備的雜訊降到法規（例如FCC part 15）允許值以下，例如由開關電源產生的雜訊。
- 抗扰（Immunity）: 是要將進入設備的雜訊降低到不會使設備出現異常動作的程度，例如用在廣播電台發射設備中的儀器。

電源濾波器要抑制的雜訊可分為以下的二種：
- 共模：在二條（或多條）電源線都相同的雜訊，可視為電源線對地的雜訊。
- 差模：電源線和電源線之間的雜訊。

同一個電源濾波器對於共模雜訊及差模雜訊的抑制能力會有所不同，一般會用頻率對應抑制量（以分貝表示）的頻譜來說明。

## 結構
電源濾波器一般都設計為只由電阻、電容及扼流圈組成的被動濾波器，沒有像電晶體之類的主動元件。右圖是一個電源濾波器的例子，電源濾波器的上方接電源，電源端有一個共模扼流圈，也就是電源的二條線依同一個方向繞在鐵心上，電源線上若有共模訊號，其在扼流圈產生的磁場會相加，因此有較大的阻抗，而差模訊號在扼流圈產生的磁場會互相抵消，因此可以流過扼流圈。電源流過的電流主要是差模的，但上面也可能會雜訊以差模的形式出現，若要抑制差模雜訊，需要另外使用差模扼流圈，或是各相有個別的電感器。
在電源濾波器上會使用特別的安規解耦電容，分為X電容及Y電容二類：
- X電容：抑制差模干擾（電源線之間的干擾）。
- Y電容：抑制共模干擾（各組電源線對地之間的干擾）。

由於Y電容提高會使電器的漏電流增加，而電器的漏電流有其規定範圍，因此Y電容不能太大，一般都會比X電容要小。
X電容和Y電容屬於安規電容，即其失效後不會造成電擊，也不會影響人身安全。二者都有自我復原（self-healing）作用，會使局部短路的部份恢復原來的絕緣狀態。

## 對其他零件的影響

### 接地故障斷路器
對於Class I（有接地的設備）而言，單相電源的二個Y電容會造成流經接地導體電流的增加提高。醫療設備要求接地漏電流不得超過0.5mA，其他保護等級Class I的設備接地漏電流不得超過3.5mA。也因此Y電容的大小會受到限制
若接地漏电保护插座上有多台設備使用電源濾波器，其漏電流可能會累積到30 mA，使得漏电保护開關跳脫，因此需使用有延時機能的漏电斷路器，漏电斷路器的額定電流可能需加大。

### 外殼漏電壓
若保護等級Class I的設備中，接地保護的導體沒有導通，則設備的金屬外殼會有電流流到地。這是Y電容產生的電容分壓的結果，電源對地的電壓約為115伏。一般醫療用的設備其漏電流需小於0.5 mA，其電源濾波器的Y電容會更小，而其電感感值則會對應增加。

### 迴路接地
若一個有接地的設備（如電腦）以非平衡的接線方式接到一個沒有接地的設備，其接地設備的Y電容、信號線的地線及電腦的接地會形成迴路接地，也就是各設備的接地電位不同，造成有電流在各接地點之間流動的情形。